# St. Leodegar (Hainsberg)

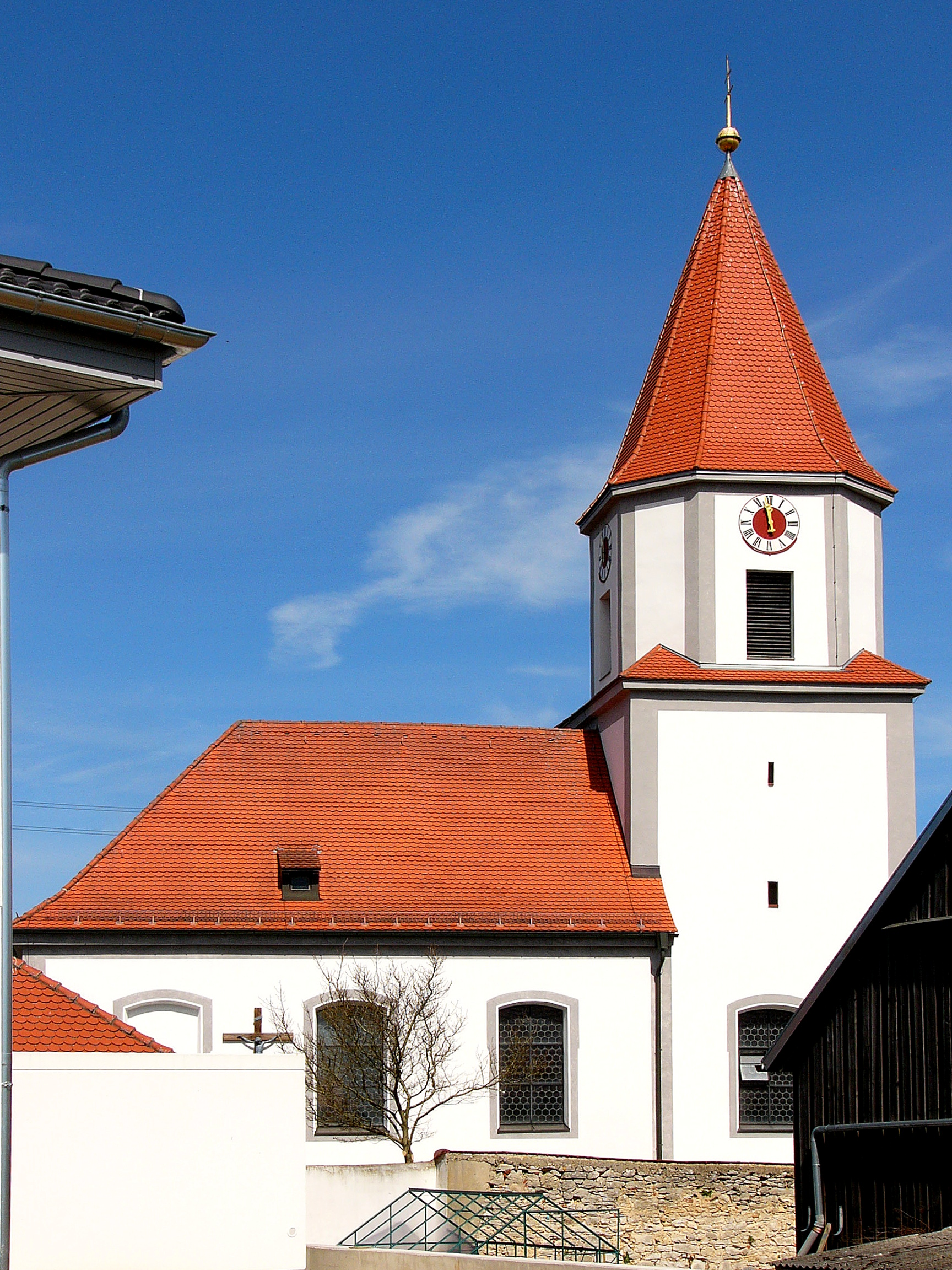
St. Leodegar (Hainsberg)

Die römisch-katholische, denkmalgeschützte Filialkirche St. Leodegar steht in Hainsberg, einem Gemeindeteil der Stadt Dietfurt an der Altmühl im Landkreis Neumarkt in der Oberpfalz. Die Kirche gehört zum Bistum Eichstätt. Das Bauwerk ist unter der Denkmalnummer D-3-73-121-48 als Baudenkmal in die Bayerische Denkmalliste eingetragen.

## Beschreibung
Das Langhaus der Saalkirche, das achteckige oberste Geschoss des mittelalterlichen Chorturms, das  die Turmuhr und den Glockenstuhl beherbergt, und mit einem spitzen Zeltdach bedeckt ist, wurde 1737 nach einem Entwurf von Giovanni Domenico Barbieri errichtet. 
Der Innenraum des Langhauses ist mit einer Flachdecke überspannt, die von stuckierten Vouten gerahmt ist. Die Deckenmalerei besteht aus Fresken, die 1971 freigelegt wurden. Ein großes Bild zeigt den heiligen Leodegar. Die Medaillons im Chor, d. h. im Erdgeschoss des Chorturms, zeigen Szenen aus dem Leben des Schutzpatrons. Die Kirchenausstattung stammt aus der Erbauungszeit. Dazu gehört ein Hochaltar, dessen Altarretabel von je zwei Säulen flankiert wird. An der rechten Wand des Langhauses befinden sich ein Kruzifix und eine Mater Dolorosa aus der ersten Hälfte des 18. Jahrhunderts. Die Orgel auf der Empore wurde 1978 von der Mathis Orgelbau errichtet.

## Glocken
| Nr. | Name              | Schlagton | Gewicht | Durchmesser | Gießer                      | Gussjahr | Inschrift |
| --- | ----------------- | --------- | ------- | ----------- | --------------------------- | -------- | --- |
| 1   | Leodegarglocke    | b1+5      | 424 kg  | 850 mm      | Friedrich Wilhelm Schilling | 1968     | Schulterinschrift: ICH BIN DAS LICHT DER WELT Inschrift am Schlagring (zweizeilig): ZUM LOBE GOTTES UND ZUM ANDENKEN AN DIE 700-JAHRFEIER DES WITTELBACHISCHEN FÜRSTENHAUSES IN BAYERN + 25.8.1880                                                       |
| 2   | Marienglocke      | des²+7    | 285 kg  | 740 mm      | Friedrich Wilhelm Schilling | 1968     | WER MICH FINDET / FINDET DAS LEBEN |
| 3   | Historische Glock | es²+5     | 250 kg  | 750 mm      | unbekannt                   | um 1500  | Schulterinschrift in Minuskeln (rückwärts zu lesen!): airam \| svcram / svetam / sacvl / sennahoi / flih (hilf \| iohannes \| lvcas \| matevs \| marcvs \| maria) Flankeninschrift in Minuskeln: caspar * balthasar * melchior * diheiligen * dri * kung |
| 4   | Wendelinglocke    | f²+5      | 225 kg  | 665 mm      | Friedrich Wilhelm Schilling | 1968     | SEID WACHSAM + STEHT FEST IM GLAUBEN |